# Bielec (Karkonosze)
Bielec (niem. Weißberg, 931 m n.p.m.) – szczyt w Karkonoszach w obrębie Lasockiego Grzbietu.

## Położenie i opis
Położony w północnej części Lasockiego Grzbietu, w bocznym grzbiecie odchodzącym od Łysociny ku wschodowi. Od zachodu łączy się z Borową, od wschodu z Kluką.
Zbudowany ze skał metamorficznych wschodniej osłony granitu karkonoskiego – gnejsów, łupków łyszczykowych, amfibolitów. Na szczycie i grzbiecie opadającym ku wschodowi znajdują się skałki gnejsowe i amfibolitowe - Białe Skały, porozrzucane na odcinku około 0,5 km. Cały masyw jest zalesiony.

## Szlaki turystyczne
Przez szczyt biegnie szlak turystyczny:
- żółty  z Jarkowic pod Łysocinę.